# بوب هيل (سياسي)
بوب هيل هو سياسي بريطاني، ولد في 31 أكتوبر 1940 في جيرزي.

## وصلات خارجية
- الموقع الرسمي